# Comin' Round the Mountain (1951)
Comin' Round the Mountain is een filmkomedie uit 1951 met het komische duo Abbott en Costello in de hoofdrol. 

## Rolverdeling
| Acteur            | Personage          |
| ----------------- | ------------------ |
| Bud Abbott        | Al Stewart         |
| Lou Costello      | The Great Wilbert  |
| Dorothy Shay      | Dorothy McCoy      |
| Glenn Strange     | Devil Dan Winfield |
| Kirby Grant       | Clark Winfield     |
| Margaret Hamilton | Aunt Huddy         |